# Diplazium semihastatum
Diplazium semihastatum là một loài thực vật có mạch trong họ Woodsiaceae. Loài này được (Kunze ex Mett.) C. Chr. miêu tả khoa học đầu tiên năm 1905.